# Magghid
Maggid (ebraico:מַגִּיד), a volte scritto magid o (in grafia italiana) magghid, è un tradizionale predicatore religioso ebraico itinerante dell'Europa orientale, abile narratore della Torah e di storie religiose. Il predicatore di levatura più erudita veniva chiamato "darshan", e solitamente occupava la posizione ufficiale di rabbino. Il titolo di "maggid mesharim" ("predicatore di rettitudine", in seguito abbreviato "maggid") risale probabilmente al XVI secolo.
Ci sono sempre stati due classi distinte di guide in Israele  — lo studioso, erudito rabbino; e il predicatore, il maggid. Si afferma che a volte il profeta venisse anche chiamato "maggid", specialmente nella traduzione di "maggid mishneh" con "il maggid ripete" Come i sofisti greci, i primi maggidim facevano le loro prediche in base alle domande che venivano loro rivolte dalla gente. Quindi la Pesiqta, prima raccolta di discorsi scritti, usualmente inizia con "yelammedenu rabbenu" ("che il nostro maestro ci insegni"). Un esempio classico è quello della Haggadah di Pesach, che viene introdotta da quattro domande; colui che recita la risposta si chiama "maggid". Quando non c'erano domande, il maggid sceglieva un testo biblico, che si chiamava "petichah" (apertura).